# Bonneville (Somme)
Bonneville (picardisch: Boéneville) ist eine nordfranzösische Gemeinde mit 331 Einwohnern (Stand 1. Januar 2022) im Département Somme in der Region Hauts-de-France. Die Gemeinde liegt im Arrondissement Amiens, ist Teil der Communauté de communes du Territoire Nord Picardie und gehört zum Kanton Doullens.

## Geographie
Die Gemeinde im früheren Forêt de la Vicogne liegt auf der Kalkhochfläche rund 9,5 km südöstlich von Bernaville, zehn km östlich von Domart-en-Ponthieu und 25 km nördlich von Amiens. Die stillgelegte Bahnstrecke von Amiens nach Doullens verläuft knapp westlich des Gemeindegebiets.

## Geschichte
Im frühen Mittelalter waren die Benediktiner der Abtei Corbie Grundherren des bereits im 7. Jahrhundert als Bonna villa genannten Ortes. Sie wurden 1197 von den Tempelherren aus Fieffes (heute Gemeinde Fieffes-Montrelet) abgelöst, denen nach dessen Auflösung die Malteser folgten. 1085 wurde eine romanische Kirche errichtet, die 1499 erneuert wurde. 1636 wurde Bonneville, in dem eine starke protestantische Gemeinde lebte, von spanischen Truppen geplündert. 1792 wurden die Güter des Herrn von Bonneville, darunter das Schloss, als Nationaleigentum verkauft. 1814 wurde der Ort von Kosaken geplündert. 1870 wurde die neu erbaute Schule eröffnet. Nachdem die Kirche einsturzgefährdet war, wurde eine neue errichtet und 1899 eingeweiht. 1918 wurde Bonneville von einem deutschen Flugzeug aus bombardiert. Im August 1944 wurden sieben Widerstandskämpfer erschossen.

## Einwohner
| 1962 | 1968 | 1975 | 1982 | 1990 | 1999 | 2006 | 2011 |
| ---- | ---- | ---- | ---- | ---- | ---- | ---- | ---- |
| 337  | 381  | 346  | 352  | 346  | 348  | 352  | 342  |

## Verwaltung
Bürgermeister (maire) ist seit 2008 Daniel Potriquier.

## Sehenswürdigkeiten
- Kirche Sainte-Anne
- Kriegerdenkmal
- Gedenkstein für die sieben Opfer im August 1944

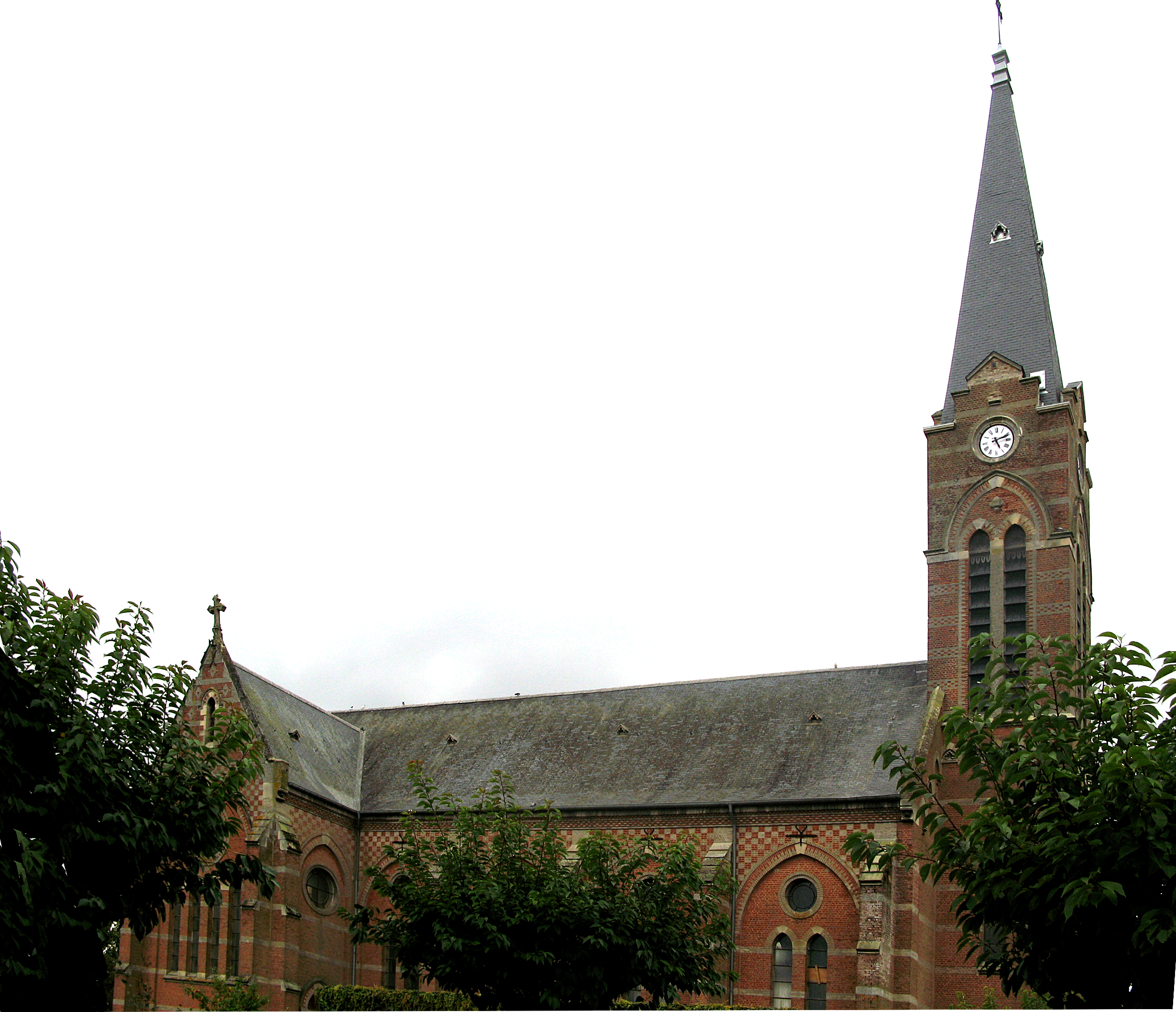
Kirche Sainte-Anne
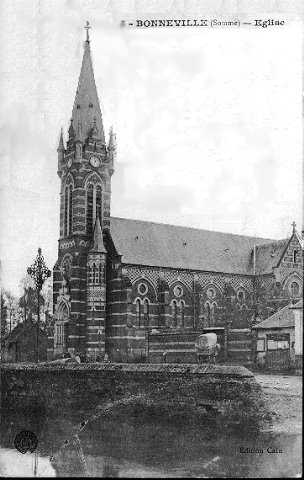
Kirche Sainte-Anne (ursprünglicher Zustand mit vier Fialen)
Gedenkstein